# Jacob Tobia
Jacob Tobia (naissance le 7 août 1991) est une personnalité non binaire américaine de la télévision et activiste LGBTQ. En 2019, Tobia publie ses mémoires intitulés Sissy: A Coming-of-Gender Story.

## Éducation
Les grands-parents de Tobia sont syriens et ont immigré aux États-Unis durant les années 1950. Ils parlent arabe, Tobia indiquant à ce propos que l'arabe est « la langue que je ne parle pas mais que je voudrais pouvoir parler »,. Tobia grandit à Raleigh, en Caroline du Nord, dans une famille méthodiste, et obtient en 2010 son diplôme de la Raleigh Charter High School. Dans cette école, Tobia préside la Gay Straight Alliance et s'implique au sein des instances dirigeantes étudiantes,. Tobia obtient un bachelor  en défense des droits humains summa cum laude de l'Université Duke. Pendant ses études à Duke, Tobia occupe la vice-présidence de l'instance dirigeante des étudiants et étudiantes de la section équité et sensibilisation de Duke, co-préside Blue Devils United et préside l'association Duke Students for Gender Neutrality.

## Carrière et activisme
Tobia obtient une bourse de la Fondation Point, de Harry S. Trumane et est récipiendaire du Campus Pride National Voice and Action Award. Ses écrits sont présentés sur MSNBC, MTV, le Huffington Post, le Washington Post, le New York Times, le Guardian, BuzzFeed, Jezebel et d’autres médias. Tobia participe  également à des conférences et prend la parole à l'Université Harvard, à l'Université Princeton, à l'Université Columbia et durant diverses conférences LGBTQ à travers les États-Unis. Avant de commencer une carrière à la télévision, Tobia travaille pour la Fondation des Nations Unies, la Human Rights Campaign et la Astraea Lesbian Foundation for Justice.
En septembre 2013, Tobia collecte plus de 10 000 dollars pour la Course Ali Forney qui consiste à traverser en courant le pont de Brooklyn en talons de cinq pouces dans le cadre de son engagement au sein de la Clinton Global Initiative University (CGI U). Tobia reçoit des hommages de la CGI U pour son l'impact de son engagement envers la communauté LGBTQIA en 2018 à l'Université de Chicago. 
Tobia apparait dans The T Word de MTV, dans une interview de Laverne Cox. En 2015, Tobia apparait dans l'épisode de True Life: I'm Genderqueer de MTV, apparition pour laquelle Tobia reçoit une nomination au prix GLAAD. En 2016, le magazine OUT du 100  nomme Tobia parmi les 100 personnalités marquantes. Plus tard en 2016, Tobia crée, coproduit et héberge Queer 2.0, une série originale de vidéos LGBTQ sur NBC News. 

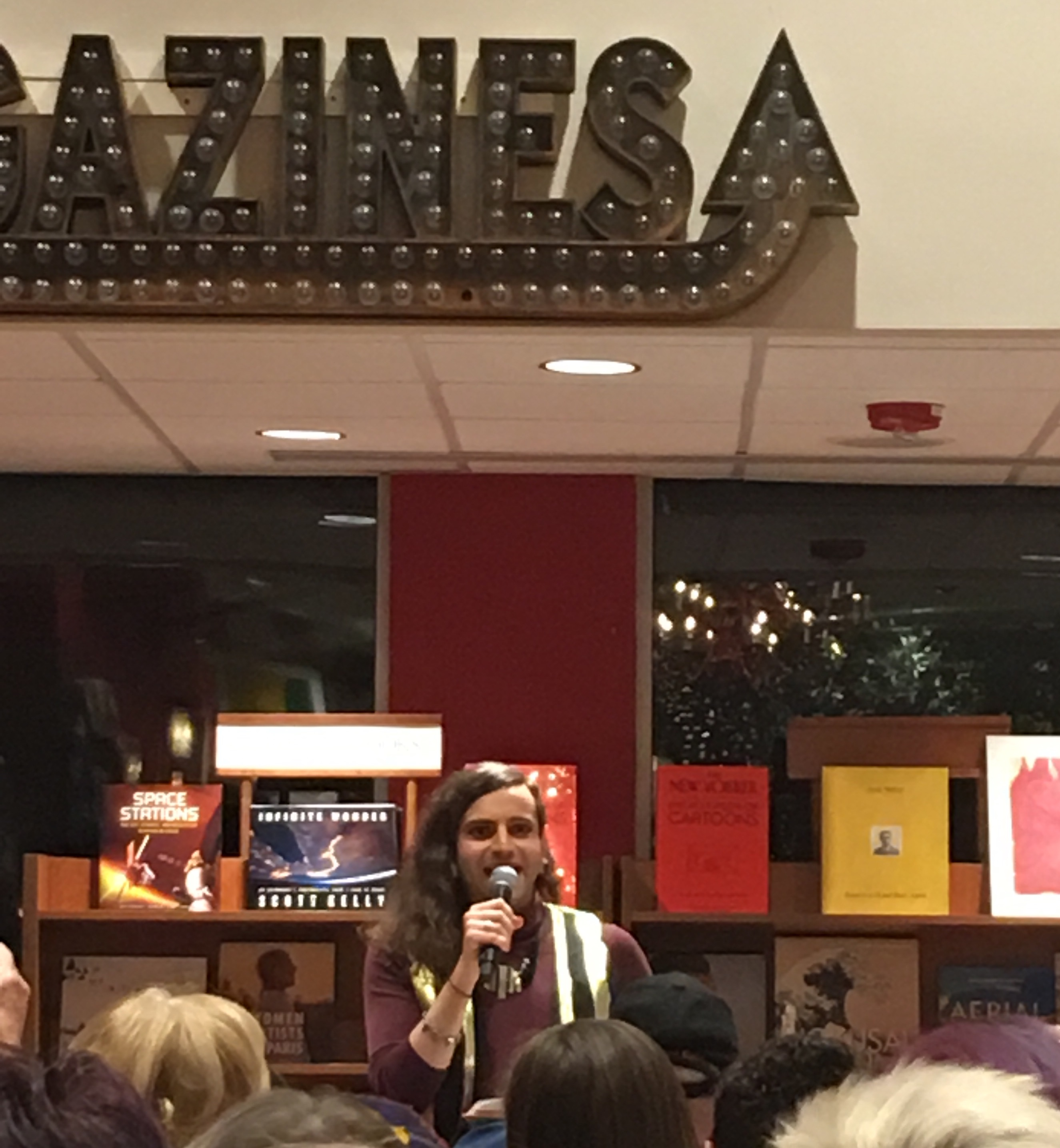
Tobia en mars 2019 en train de lire un livre à Raleigh, en Caroline du Nord.

En 2017, Tobia déménage de New York à Los Angeles pour commencer la saison 4 de la série Transparent de Jill Soloway. En juin 2017, Tobia annonce la publication d'un mémoire intitulé Sissy.
En novembre 2018, Jacob Tobia se présente lors d'une émission produite par Netflix et intitulée Ce que je voudrais que vous sachiez : à propos d'être non binaire, débattant de l'identité de genre avec d'autres célébrités non binaires, Lachlan Watson, Liv Hewson et Shiva Raichandani (en).

## Vie privée
Tobia est non-binaire et utilise le pronom anglophone they singulier,.

## Publications
- (en) Transgender Today: Jacob Tobia for The New York Times le New York Times[16].
- (en) I am neither Mr, Mrs nor Ms but Mx pour The Guardian[17].
- (en) Everything You Ever Wanted to Know About Gender-Neutral Pronouns for Motto, Time Magazine[18].
- (en) An Open Letter to North Carolina's Lawmakers from a Trans North Carolinian for Women's Health[19].
- (en) Telling Trans Stories Beyond 'Born in the Wrong Body BuzzFeed[20].
- (en) I Have Long Nails Because I'm Proud Of What They Mean BuzzFeed[21].
- (en) The 1970s Feminist Who Warned Against Leaning In BuzzFeed[22].
- (en) An Affront against All Women for New America Weekly[23].
- (en) Trans Fashion is Not (Necessarily) Trans Empowerment magazine Hooligan[24].
- (en) How Student Activists at Duke Transformed a $6 Billion Endowment The Nation[25].
- (en) Where I Belong magazine Duke[6].
- (en) LGBTQIA: A Beginner's Guide to the Great Alphabet Soup Of Queer Identity Mic[26].
- (en) To All the Married Gay Couples Out There: The Fight Doesn't End With DOMA's Ruling Mic[27].
- (en) Discours d'Obama Morehouse: le président a-t-il été involontairement transphobe? pour Mic[28].
- (en) La puissance de la vulnérabilité des trans pour le Huffington Post[29].
- (en) Five Dos and Five Don'ts for College Seniors (From a Point Scholar Who's Been There) The Huffington Post[30].
- (en) Dear Mr. President: Students Ask Obama to Protect LGBT Employees le Huffington Post[31].
- (en) Why You Should Be Optimistic After Amendment One: A North Carolinian's Perspectiv le Huffington Post[32].
- (en) Why I'm Genderqueer, Professional and Unafraid le Huffington Post[33].
- (en) The Orlando Shooting Was An Act Of Hate pour MTV[34].
- (en) How To Talk To Your Parents About Being Genderqueer MTV[35].
- (en) I'm Genderqueer - Please Stop Asking Me When I'm 'Really' Going To TransitionMTV[15].

## Filmographie
- 2019-2020 : She-Ra et les Princesses au pouvoir (She-Ra and the Princesses of Power) : Double Trouble (voix originale - série TV)